# Lindemann (groupe)
Pour les articles homonymes, voir Lindemann.
Lindemann est un groupe de metal industriel germano-suédois. Formé en 2015, il est composé du chanteur du groupe Rammstein, Till Lindemann, ainsi que du multi-instrumentiste Peter Tägtgren, en contact pour un projet musical depuis plusieurs années. Le 28 mai 2015, le groupe sort son premier single Praise Abort puis l'album studio Skills In Pills le 23 juin 2015. Le 22 novembre 2019 est sorti le deuxième album F & M avant la séparation de Till et Peter en 2020. Un album live, Live in Moscow, sort le 25 mai 2021. La suite se fait par le projet solo de Till Lindemann à partir du 28 mai 2021.

## Biographie
Lindemann et Tägtgren se rencontrent vers 2000 dans un pub à Stockholm, grâce à des membres de Clawfinger. En 2013, pendant une apparition de Rammstein en festival en Suède, le chanteur allemand y invite ses amis suédois. Ici, il fait part à Tägtgren de son intention de se mettre en pause pendant deux ans et son souhait d'écrire des chansons pour lui,,. Ils prévoient initialement deux ou trois chansons, mais Tägtgren se sentait « trop bon » et voulait écrire plus.
Le 28 mai 2015, le groupe publie son premier single Praise Abort, qui s'accompagne d'un clip vidéo. Un album studio, intitulé Skills in Pills, est publié le 19 juin 2015, et atteint la 42e place des classements allemands. Concernant de futures possibles performances scéniques, Tägtgren explique que cela dépendra de la réponse des auditeurs,. En novembre 2016, un concert du groupe est annoncé pour le 9 novembre. Till rejoint Peter sur scène pour chanter Praise Abort[réf. souhaitée].
En avril 2018, les deux comparses[style à revoir] sont désignés pour écrire la Bande Originale de la pièce de théatre Hansel Und Gretel[réf. souhaitée], et y composeront 6 titres.
Le 19 décembre 2018, Till publie un nouveau single Mathematik, en featuring avec le rappeur allemand Haftbefehl.
Début septembre 2019, Peter indique qu'un deuxième album sortira en novembre 2019, que celui-ci comportera une ou deux chansons de la Bande Originale de Hansel Und Gretel, que la chanson Mathematik y figurera également, en précisant que la version rap est un remix, et que la version originale, métal, a été écrite par son fils Sebasian[source secondaire souhaitée].
Le 13 septembre 2019, le groupe sort Steh Auf (Lève Toi), premier extrait de l'album, qui s'accompagne d'un clip vidéo, avec notamment Peter Stormare, acteur qui joue John Abruzzi dans la série Prison Break[source secondaire souhaitée].
Le 22 novembre de la même année, l'album F & M sort.
Du 4 février au 17 mars 2020, le groupe fait une tournée européenne pour promouvoir son nouvel album.
Le groupe donne son tout premier concert à l'occasion des festivités du Nouvel An à Mexico le 31 décembre, mais ce concert est un évènement à part puisque le groupe rejoue la setlist de la tournée de l'année dernière en Russie en mettant en valeur le premier album en y incluant les morceaux Steh Auf, Ich Weiss Es Nicht et Platz Eins[réf. souhaitée].
Le 14 février 2020, Till sort un court métrage présent uniquement sur le site pour adultes allemands Visit-X[source secondaire nécessaire], en raison de son caractère pornographique avec une bande son réalisée par NA CHUI, avec Till au chant[source secondaire souhaitée].
Le 15 mars 2020, le concert de Moscou est joué deux fois à cause de la pandémie de Covid-19 : le groupe en profite pour filmer les concerts et sortir un album live, car le fait qu’il y ait deux concerts permet de choisir les meilleures prises pour chaque chanson[Interprétation personnelle ?].
Le 13 novembre 2020, le groupe annonce que Peter se sépare de Till.
Le 15 mars 2021, sous la forme d'une blague en annonçant le live complet, le groupe sort un teaser du live enregistré à Moscou qui sortira le 21 mai 2021 sous le nom de Live In Moscow et a été réalisé par le réalisateur Russe Serghey Grey et sortira sous 5 formats différents[style à revoir].
Lors de la sortie du clip de Ich Hasse Kinder, le management de Rammstein annonce que le projet Lindemann est officiellement terminé, et que tous les projets solos de Till sortiront sous le nom Till Lindemann. Également, toutes les chansons sous le nom Lindemann passent sous le nom Till Lindemann sur YouTube[source secondaire souhaitée]. Un nouveau site verra le jour le 18 octobre 2021, avec l'annonce d'une tournée en 2022[source secondaire souhaitée]. La tournée débute le 1er janvier 2022 à Tel Aviv en Israël avec un nouveau line-up, en parti féminin[réf. souhaitée].
Le 31 juillet 2021, Peter annonce la raison de la séparation qui vient de lui, car il s'est rendu compte avec la tournée que ça n'était pas sa tasse de thé[style à revoir]. Il annonça plus tard que s'ils avaient continué, ça aurait pu devenir l'un des plus grands groupes au monde.
Le 8 septembre 2023, Till annonce un nouvel album Zunge, premier album sans Peter Tägtgren pour le 3 novembre 2023 et sort le premier single du même nom, et sera suivi le 29 septembre par le triple single Nass, Schweiss, et Lecker, puis enfin de "Sport Frei" le 27 octobre.

## Discographie

### Albums studio
- 2015 : Skills in Pills
- 2019 : F & M
- 2023 : Zunge

### Album live
- 2021 : Live In Moscow

### Singles
- 2015 : Praise Abort (avec 3 remix et 2 remix de la chanson Fat
- 2015 : Fish On (avec 1 remix de Praise Abort et une face bG Spot Michael)
- 2019 : Steh Auf (avec un remix)
- 2019 : Ich weiß es nicht (avec un remix)
- 2019 : Knebel (le clip seulement)
- 2019 : Frau Und Mann (le clip seulement^)
- 2019 : Ach So Gern (avec deux vidéos et 3 remix)
- 2020 : Platz Eins (avec une video version où les guitares sont plus fortes)
- 2021 : Allesfresser (live)
- 2021 : Praise Abort (live)
- 2021 : Blut (live)
- 2021 : Home Sweet Home (live)
- 2021 : Steh Auf (live)
- 2021 : Ich hasse Kinder
- 2023 : Zunge
- 2023 : Nass
- 2023 : Schweiss
- 2023 : Lecker
- 2023 : Sport Frei
- 2023 : Entre dos tierras
- 2024 : Übers Meer
- 2024 : Meine Welt
- 2025 : Und die Engel singen

## Membres
Membres :
- Till Lindemann : Chant
- Sky Van Hoff : Guitare, basse, claviers
- Jens Dreesen : Batterie
- Daniel Karelly : Tous les instruments

Membres live
- Till Lindemann : Chant
- Emily Ruvidich : Guitare
- Dani Sophia: Guitare
- Danny Lohner : Basse
- Joe Letz : Batterie
- Constance Antoinette: Claviériste

Anciens membres :
- Peter Tägtgren : Tous les instruments

Anciens membres live :
- Greger Andersson : Guitare rythmique (première tournée uniquement).
- Peter Tägtgren : Guitare.
- Sebastian Svalland : Guitare ryhmique (deuxième tournée uniquement).
- Johnatan Ollson : Basse.
- Sebastian Tägtgren : Batterie.
- Acey Slade: Bassiste (2021)
- Jes Paige: Guitare

Invités :
- Clemens Wijers : Arrangements orchestraux et musique de Schlaf Ein et Wer Weiss Deas Schon
- Jonas Kjellgren : Banjo, sur le titre Cowboy, la musique de Ach So Gern
- David Garrett : Violon sur le titre Alle Tage Ist Kein Sonnetag

## Tournées
- 2018 : Messer Tour (7 dates en Russie, Ukraine et Kazakhstan)[14]
- 2020 : F&M Tour (19 dates en Europe et en Russie)[15]
- 2023 : Till Lindemann Tour 2023 (24 dates en Europe)
- 2024 : North American Tour Fall 2024 (15 dates dont 3 festivals)
- 2025: Festival Tour 2025
- 2025-2026: Meine Welt Tour

## Certifications
| Album           | Pays                           | Certification | Ventes    | Date |
| --------------- | ------------------------------ | ------------- | --------- | ---- |
| Skills in Pills | Allemagne[source insuffisante] | 1 × Or        | 100 000 + | 2020 |
| F & M           | Allemagne                      | 1 × Or        | 100 000 + | 2020 |